# Довер (Нью-Гэмпшир)
Довер (англ. Dover) — административный центр округа Страффорд штата Нью-Гэмпшир.
Население — 26884 человека (2000). 94,47 % жителей — белые, 2,36 % — азиаты, 1,12 % — негры. 20.8 % населения младше 18 лет, 11.2 % — от 18 до 24, 34.0 % — от 25 до 44, 20.3 % — от 45 до 64, 13.7 % — 65 лет и старше. Средний возраст — 36 лет. Средний доход хозяйства — $43873, человека — $23459. 8.4 % жителей живут за чертой бедности.
Средняя температура воздуха в январе составляет −5,4 °С, в июле — 21,1 °С .
Довер — старейший город штата и один из старейших из существующих и поныне в США. Город был основан английскими поселенцами в 1623 году в местности Уекохамет, месте обитания племени абенаки. В 1633 году в городе поселилась группа пуритан.

## Галерея

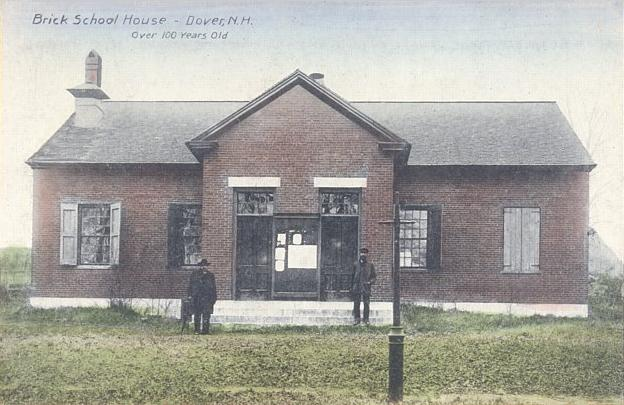
Кирпичное здание школы. Открытка 1910-х гг
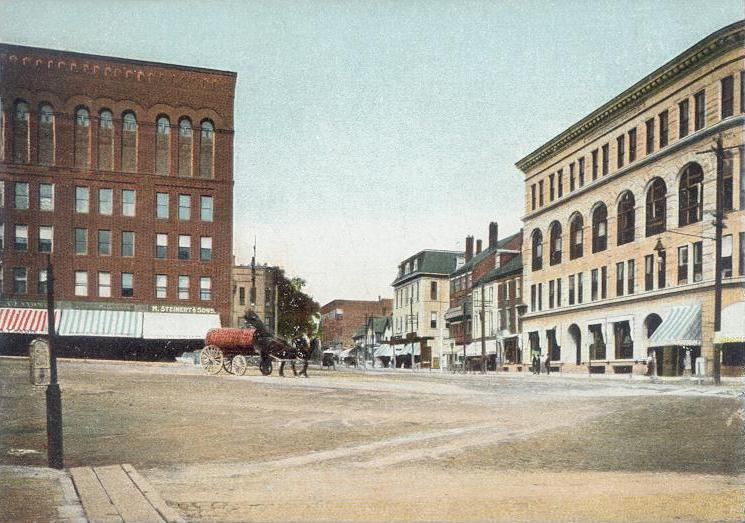
Центральная площадь города. Открытка 1905 года